# Gmina związkowa Traben-Trarbach (1968–2014)
Gmina związkowa Traben-Trarbach (niem. Verbandsgemeinde Traben-Trarbach) – dawna gmina związkowa w Niemczech, w kraju związkowym Nadrenia-Palatynat, w powiecie Bernkastel-Wittlich. Siedziba gminy związkowej znajdowała się w mieście Traben-Trarbach. 1 lipca 2014 gmina związkowa została połączona z gminą związkową Kröv-Bausendorf tworząc nową gminę związkową Traben-Trarbach.

## Podział administracyjny
Gmina związkowa zrzeszała sześć gmin, w tym jedną gminę miejską (Stadt) oraz pięć gmin wiejskich (Gemeinde):
1. Burg (Mosel)
2. Enkirch
3. Irmenach
4. Lötzbeuren
5. Starkenburg
6. Traben-Trarbach